# Meriadoc Brændebuk
Meriadoc Brændebuk (engelsk: Meriadoc Brandybuck) eller Merry er en hobbit, en fiktiv person fra J.R.R. Tolkiens bog, Ringenes Herre. Han er fætter til Peregrin Toker (Pippin).
Han var søn af Saradoc Brændebuk og Esmeralda Toker og blev født i år 2982 (af den tredje alder). Han overtog embedet som mester af Bukland da hans far døde i år 14 (af den fjerde alder).
Efter han var vendt hjem fra Gondor blev han gift med Estella Bolger. 
I Peter Jacksons filmtrilogi bliver han spillet af Dominic Monaghan